# Okan Kurt
Okan Adil Kurt (Hamburg, 11 januari 1995) is een Turks-Duits voetballer die als middenvelder bij TuS Dassendorf speelt.

## Carrière
Okan Kurt speelde in de jeugd van SC Concordia Hamburg en FC St. Pauli. Hij speelde van 2012 tot 2016 bij FC St. Pauli, waar hij vooral in het tweede elftal speelde. In 2016 vertrok hij naar Fortuna Sittard. Hij maakte zijn debuut voor Fortuna Sittard op 5 augustus 2016, in de met 2-1 gewonnen thuiswedstrijd tegen Achilles '29. Hij werd in de 2e minuut van de blessuretijd van de tweede helft vervangen door Adrian Purzycki. Hij speelde zeventien wedstrijden voor Fortuna, maar liet in al februari 2017 zijn contract ontbinden. In de zomer van 2018 sloot hij bij SC Fortuna Köln aan, waarmee hij tot in de 3. Liga 2019 speelde. In de zomerstop van 2019 vertrok hij transfervrij naar Adanaspor. Hier raakte hij in de loop van het seizoen 2019/20 zijn plaats in de selectie kwijt. Zodoende vertrok hij in de zomer van 2020 naar Chemnitzer FC, wat in de Regionalliga Nordost uitkomt.

### Carrièrestatistieken

#### Beloften
| Seizoen                       | Club            | Land            | Competitie        | Competitie | Competitie | Overig | Overig | Totaal | Totaal |
| Seizoen                       | Club            | Land            | Competitie        | Wed.       | Dlp.       | Wed.   | Dlp.   | Wed.   | Dlp.   |
| ----------------------------- | --------------- | --------------- | ----------------- | ---------- | ---------- | ------ | ------ | ------ | ------ |
| 2013/14                       | FC St. Pauli II | Duitsland       | Regionalliga Nord | 27         | 1          | –      | –      | 27     | 1      |
| 2014/15                       | FC St. Pauli II | Duitsland       | Regionalliga Nord | 20         | 0          | –      | –      | 20     | 0      |
| 2015/16                       | FC St. Pauli II | Duitsland       | Regionalliga Nord | 26         | 1          | –      | –      | 26     | 1      |
| Totaal beloften               | Totaal beloften | Totaal beloften | Totaal beloften   | 73         | 2          | 0      | 0      | 73     | 2      |
| Bijgewerkt op 17 januari 2021 |                 |                 |                   |            |            |        |        |        |        |

#### Senioren
| Seizoen                       | Club            | Land            | Competitie      | Competitie | Competitie | Beker | Beker | Overig | Overig | Totaal | Totaal |
| Seizoen                       | Club            | Land            | Competitie      | Wed.       | Dlp.       | Wed.  | Dlp.  | Wed.   | Dlp.   | Wed.   | Dlp.   |
| ----------------------------- | --------------- | --------------- | --------------- | ---------- | ---------- | ----- | ----- | ------ | ------ | ------ | ------ |
| 2012/13                       | FC St. Pauli    | Duitsland       | 2. Bundesliga   | 0          | 0          | 0     | 0     | –      | –      | 0      | 0      |
| 2013/14                       | FC St. Pauli    | Duitsland       | 2. Bundesliga   | 1          | 0          | 0     | 0     | –      | –      | 1      | 0      |
| 2014/15                       | FC St. Pauli    | Duitsland       | 2. Bundesliga   | 9          | 0          | 1     | 0     | –      | –      | 10     | 0      |
| 2015/16                       | FC St. Pauli    | Duitsland       | 2. Bundesliga   | 0          | 0          | 0     | 0     | –      | –      | 0      | 0      |
| 2016/17                       | Fortuna Sittard | Nederland       | Eerste divisie  | 16         | 0          | 1     | 0     | –      | –      | 17     | 0      |
| 2017/18                       | SC Fortuna Köln | Duitsland       | 3. Liga         | 30         | 2          | –     | –     | 4      | 0      | 34     | 2      |
| 2018/19                       | SC Fortuna Köln | Duitsland       | 3. Liga         | 25         | 1          | –     | –     | 5      | 0      | 30     | 1      |
| 2019/20                       | Adanaspor       | Turkije         | TFF 1. Lig      | 13         | 0          | 4     | 0     | –      | –      | 17     | 0      |
| 2019/20                       | Chemnitzer FC   | Duitsland       | 3. Liga         | 0          | 0          | 0     | 0     | 0      | 0      | 0      | 0      |
| 2020/21                       | Chemnitzer FC   | Duitsland       | Regionalliga NO | 10         | 1          | 1     | 0     | 0      | 0      | 11     | 1      |
| Totaal senioren               | Totaal senioren | Totaal senioren | Totaal senioren | 104        | 4          | 7     | 0     | 9      | 0      | 120    | 4      |
| Carrièretotaal                | Carrièretotaal  | Carrièretotaal  | Carrièretotaal  | 177        | 6          | 7     | 0     | 9      | 0      | 193    | 6      |
| Bijgewerkt op 17 januari 2021 |                 |                 |                 |            |            |       |       |        |        |        |        |